# Maria Giuseppa Amalia di Sassonia
Maria Giuseppa di Sassonia (Dresda, 6 dicembre 1803 – Aranjuez, 18 maggio 1829) fu principessa di Sassonia per nascita e regina consorte di Spagna per matrimonio, era una principessa della casata di Wettin.

## Biografia

### Infanzia ed educazione
Era la settima figlia del principe Massimiliano di Sassonia, e della sua prima moglie, la principessa Carolina di Borbone-Parma, figlia del duca Ferdinando I di Parma, nacque il 6 dicembre 1803 come settima figlia della coppia reale. Venne battezzata con i nomi di Maria Giuseppa Amalia, in onore di sua nonna materna, l'Arciduchessa d'Austria Maria Amalia d'Asburgo-Lorena, in onore di suo nonno materno Ferdinando I di Parma, marito dell'Arciduchessa Amalia, e in onore di Maria Carolina d'Asburgo-Lorena, sua prozia materna.
Perse la madre quando aveva pochi mesi, così il padre la mandò in un convento vicino al fiume Elba, dove venne cresciuta dalle suore. Come risultato, Maria Giuseppa Amalia ricevette una rigida educazione religiosa e fu una fervente cattolica per tutta la vita.

### Matrimonio e figli

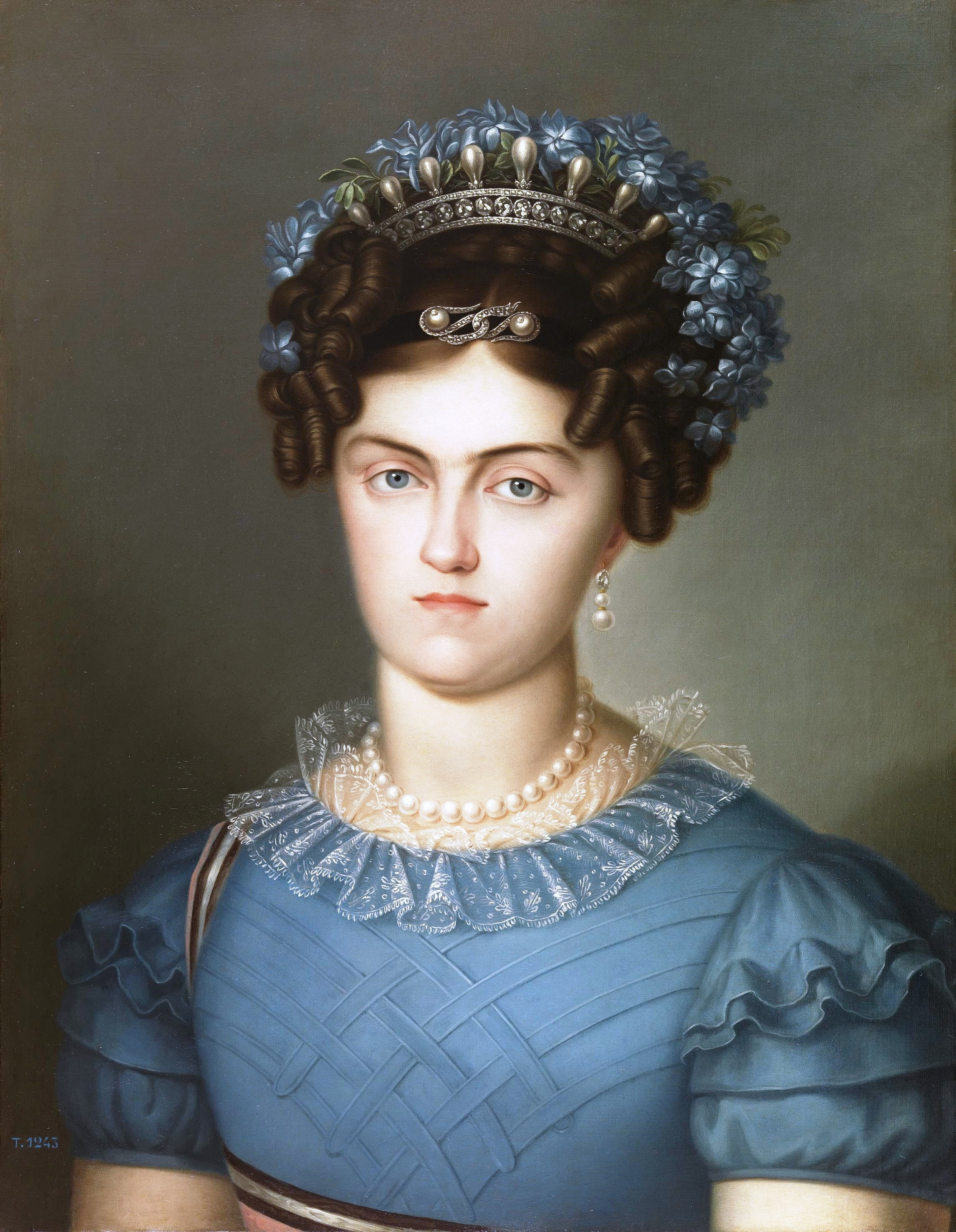
Maria Giuseppa di Sassonia, regina di Spagna, ritratta nel 1825 da Luis de la Cruz.

La seconda moglie di Ferdinando VII di Spagna, Maria Isabella di Braganza, morì nel 1818 senza aver dato un erede. Così il re iniziò a cercare una nuova consorte e la sua scelta cadde su Maria Giuseppa Amalia.
Le nozze vennero celebrate il 20 ottobre 1819 a Madrid. Anche se la nuova regina era troppo giovane, ingenua e inesperta, il re si innamorò di lei per il suo temperamento dolce ed era fisicamente più bella delle sue mogli precedenti.

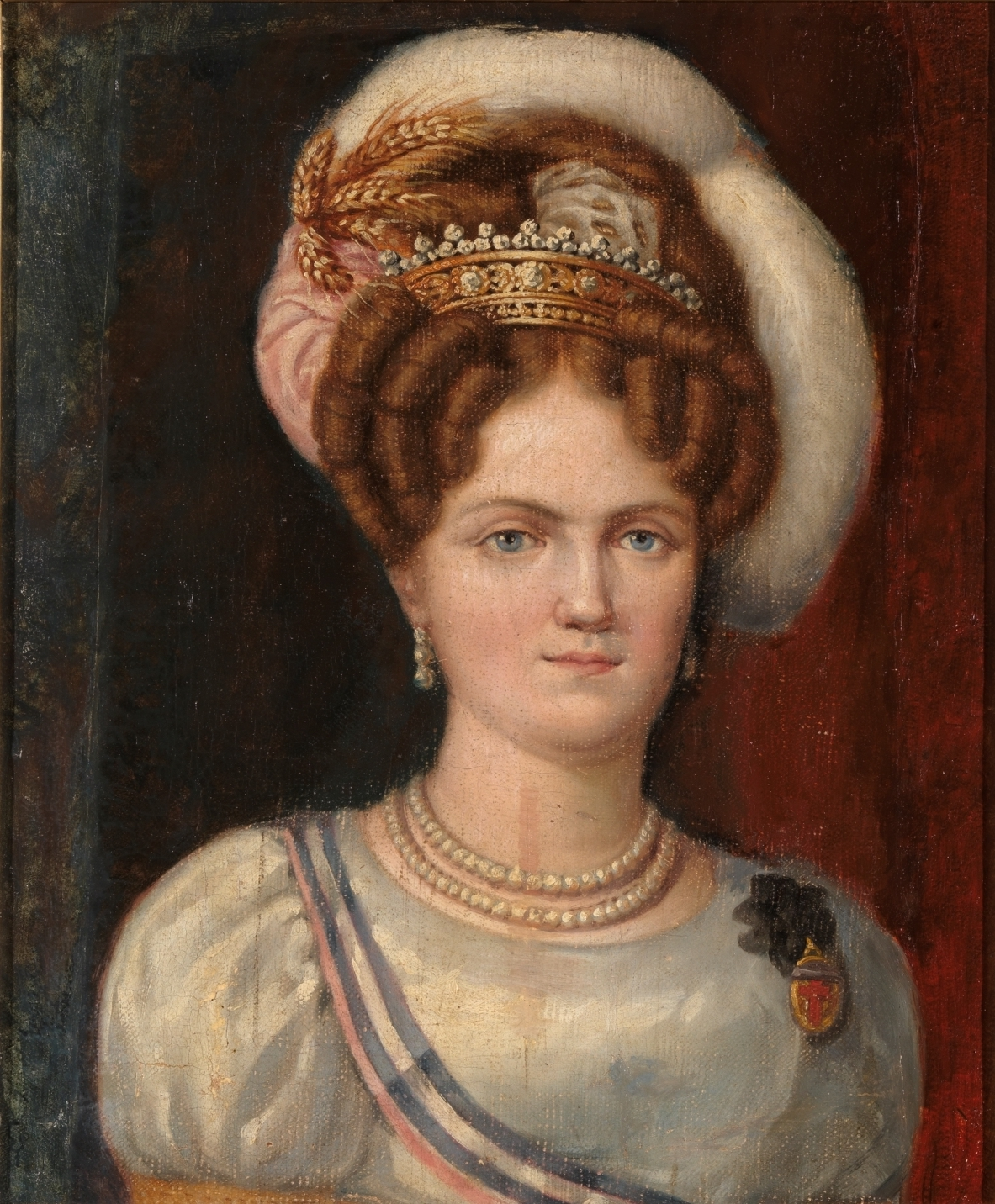
La Regina Maria Giuseppa di Spagna nel 1827

Siccome i primi due matrimoni rimasero senza figli, c'era una grande pressione per la dinastia borbonica in Spagna, per garantire al re un erede (a quell'epoca le principesse sassoni erano rinomate per la loro fertilità). Dal matrimonio, però, non nacquero figli.
Come conseguenza Maria Giuseppa si ritirò dalla vita pubblica, con lunghi soggiorni nel palazzo di Aranjuez, a La Granja de San Ildefonso e nel Palazzo Reale di Riofrio.

### Morte
Morì il 18 maggio 1829 a Aranjuez, lasciando il marito affranto, e fu sepolta a El Escorial. Suo marito si risposò per la quarta volta con Maria Cristina di Borbone delle Due Sicilie che alla fine gli diede un erede: la futura Isabella II di Spagna.

## Ascendenza
|                                               |                          |                                              | Genitori                                      |  |  | Nonni |  |  | Bisnonni               |  |  | Trisnonni        |  |
|                                               |                          |                                              |                                               |  |  |       |  |  | Augusto III di Polonia |  |  | Augusto il Forte |  |
|                                               |                          |                                              |                                               |  |  |       |  |  | Augusto III di Polonia |  |  | Augusto il Forte |  |
|                                               |                          | Cristiana Eberardina di Brandeburgo-Bayreuth |                                               |  |  |       |  |  | Augusto III di Polonia |  |  |                  |  |
| Federico Cristiano, Elettore di Sassonia      |                          |                                              |                                               |  |  |       |  |  | Augusto III di Polonia |  |  |                  |  |
|                                               |                          | Arciduchessa Maria Giuseppa d'Austria        | Giuseppe I, Sacro Romano Imperatore           |  |  |       |  |  |                        |  |  |                  |  |
|                                               |                          | Arciduchessa Maria Giuseppa d'Austria        | Giuseppe I, Sacro Romano Imperatore           |  |  |       |  |  |                        |  |  |                  |  |
|                                               |                          | Arciduchessa Maria Giuseppa d'Austria        | Guglielmina Amalia di Brunswick-Lüneburg      |  |  |       |  |  |                        |  |  |                  |  |
| Massimiliano, Principe Ereditario di Sassonia |                          | Arciduchessa Maria Giuseppa d'Austria        |                                               |  |  |       |  |  |                        |  |  |                  |  |
|                                               |                          | Carlo VII, Sacro Romano Imperatore           | Massimiliano II Emanuele, Elettore di Baviera |  |  |       |  |  |                        |  |  |                  |  |
|                                               |                          | Carlo VII, Sacro Romano Imperatore           | Massimiliano II Emanuele, Elettore di Baviera |  |  |       |  |  |                        |  |  |                  |  |
|                                               |                          | Carlo VII, Sacro Romano Imperatore           | Teresa Cunegonda Sobieska di Polonia          |  |  |       |  |  |                        |  |  |                  |  |
| Duchessa Maria Antonia di Baviera             |                          | Carlo VII, Sacro Romano Imperatore           |                                               |  |  |       |  |  |                        |  |  |                  |  |
|                                               |                          | Arciduchessa Maria Amalia d'Austria          | Giuseppe I, Sacro Romano Imperatore           |  |  |       |  |  |                        |  |  |                  |  |
|                                               |                          | Arciduchessa Maria Amalia d'Austria          | Giuseppe I, Sacro Romano Imperatore           |  |  |       |  |  |                        |  |  |                  |  |
|                                               |                          | Arciduchessa Maria Amalia d'Austria          | Guglielmina Amalia di Brunswick-Lüneburg      |  |  |       |  |  |                        |  |  |                  |  |
| Maria Giuseppa Amalia di Sassonia             |                          | Arciduchessa Maria Amalia d'Austria          |                                               |  |  |       |  |  |                        |  |  |                  |  |
|                                               | Filippo I, Duca di Parma | Filippo V di Spagna                          |                                               |  |  |       |  |  |                        |  |  |                  |  |
|                                               | Filippo I, Duca di Parma | Filippo V di Spagna                          |                                               |  |  |       |  |  |                        |  |  |                  |  |
|                                               | Filippo I, Duca di Parma | Elisabetta Farnese                           |                                               |  |  |       |  |  |                        |  |  |                  |  |
| Ferdinando I, Duca di Parma                   | Filippo I, Duca di Parma |                                              |                                               |  |  |       |  |  |                        |  |  |                  |  |
|                                               |                          | Luisa Elisabetta di Francia                  | Luigi XV di Francia                           |  |  |       |  |  |                        |  |  |                  |  |
|                                               |                          | Luisa Elisabetta di Francia                  | Luigi XV di Francia                           |  |  |       |  |  |                        |  |  |                  |  |
|                                               |                          | Luisa Elisabetta di Francia                  | Maria Leszczyńska                             |  |  |       |  |  |                        |  |  |                  |  |
| Principessa Carolina di Parma                 |                          | Luisa Elisabetta di Francia                  |                                               |  |  |       |  |  |                        |  |  |                  |  |
|                                               |                          | Francesco I, Sacro Romano Imperatore         | Leopoldo, Duca di Lorena                      |  |  |       |  |  |                        |  |  |                  |  |
|                                               |                          | Francesco I, Sacro Romano Imperatore         | Leopoldo, Duca di Lorena                      |  |  |       |  |  |                        |  |  |                  |  |
|                                               |                          | Francesco I, Sacro Romano Imperatore         | Elisabetta Carlotta d'Orléans                 |  |  |       |  |  |                        |  |  |                  |  |
| Arciduchessa Maria Amalia d'Austria           |                          | Francesco I, Sacro Romano Imperatore         |                                               |  |  |       |  |  |                        |  |  |                  |  |
|                                               |                          | Maria Teresa d'Austria                       | Carlo VI, Sacro Romano Imperatore             |  |  |       |  |  |                        |  |  |                  |  |
|                                               |                          | Maria Teresa d'Austria                       | Carlo VI, Sacro Romano Imperatore             |  |  |       |  |  |                        |  |  |                  |  |
|                                               |                          | Maria Teresa d'Austria                       | Elisabetta Cristina di Brunswick-Wolfenbüttel |  |  |       |  |  |                        |  |  |                  |  |
|                                               |                          | Maria Teresa d'Austria                       |                                               |  |  |       |  |  |                        |  |  |                  |  |